# Пасифея
Пасифе́я (др.-греч. Πασιθέα) или Пазифея, по Гомеру — младшая из харит, которую Гера отдала в жены влюблённому в неё богу сна Гипносу за то, что тот навеял сон на Зевса, чтобы дать возможность ахейцам победить в одном из решающих сражений Троянской войны, по одной из других трактовок харит — единственная харита. Дочь Зевса и Евриномы (как все классические хариты), либо Геры и Диониса (по Нонну)
Смешивается с нереидой с тем же именем.